# Cugovec
Cugovec är en ort i Kroatien.   Den ligger i länet Zagrebs län, i den nordöstra delen av landet, 40 km öster om huvudstaden Zagreb. Cugovec ligger 134 meter över havet och antalet invånare är 391.
Terrängen runt Cugovec är platt. Runt Cugovec är det ganska glesbefolkat, med 48 invånare per kvadratkilometer. Närmaste större samhälle är Vrbovec, 8,1 km väster om Cugovec. Omgivningarna runt Cugovec är en mosaik av jordbruksmark och naturlig växtlighet.